# Elysius jonesi
Elysius jonesi är en fjärilsart som beskrevs av Rothschild 1910. Elysius jonesi ingår i släktet Elysius och familjen björnspinnare. Inga underarter finns listade i Catalogue of Life.